# Cochlostoma achaicum
Cochlostoma achaicum – gatunek małego ślimaka lądowego z rodziny Cochlostomatidae, występujący endemicznie na półwyspie Peloponez w Grecji (choć w granicach swojego dość wąskiego zasięgu spotykany jest jednak dość licznie).
Jego muszla mierzy 9,5–13,5 × 4,5–5,5 mm. Osobniki z południowych krańców zasięgu występowania są mniejsze od tych z północy. Ubarwienie muszli od szarego do brązowawego z 3 rzędami rozmytych, czerwonawobrązowych punktów na ostatnim zwoju oraz obfitym żebrowaniem, najbardziej zauważalnym na środkowych zwojach. Na wieczku żebrowanie również widoczne.
Od C. hellenicum odróżniają go bardziej wypukłe skręty muszli, a także bardziej widoczne żebrowanie.